# The Muffs
The Muffs sono stati un gruppo musicale punk rock statunitense originario della Southern California, formato nel 1991. Guidato, sino alla sua morte avvenuta nel 2019, dalla cantante e chitarrista Kim Shattuck, il gruppo ha pubblicato quattro album negli anni novanta, oltre che a numerosi singoli inclusi Lucky Guy, Big Mouth, Sad Tomorrow e una cover di Kids in America. In seguito ad una lunga pausa iniziata nel 1999 il gruppo ha pubblicato il suo quinto album nel 2004 ma poco dopo si è effettivamente sciolta. Quasi dieci anni dopo, i tre membri del gruppo si sono riuniti e hanno ricominciato a suonare insieme, e un nuovo album, Whoop Dee Doo, è stato distribuito nel 2014.

## Storia
La band nasce come una collaborazione tra le chitarriste Kim Shattuck e Melanie Vammen, precedentemente membri della band hard rock anni ottanta The Pandoras, interamente femminile. I Muffs cominciano a esibirsi e registrare dopo l'aggiunta del bassista Ronnie Barnett e del batterista Criss Crass.
I Muffs pubblicano i loro primi 7" EP e singoli – "New Love" e "Guilty" (1991), e "I Need You" (1992) – per le etichette indipendenti della West Coast Sub Pop e Sympathy for the Record Industry. Basandosi sull'apprezzamento del pubblico e sulle recensioni positive di queste prime pubblicazioni, la band viene scritturata dalla Warner Bros. Records, guadagnandosi così una reputazione per il loro "pop punk diretto e onesto". Nelle parole del musicista e critico Scott Miller, i Muffs hanno un "fiuto non comune per le melodie semplici e orecchiabili" le quali, sottolinea con approvazione, trovano espressione nella "perlopiù divertente sarcastica voce graffiante da adolescente di Kim Shattuck".
La band pubblica il suo omonimo album di debutto, The Muffs, nel 1993. Crass lascia presto il gruppo dopo la sua pubblicazione, e viene sostituito dal batterista Jim Laspesa durante il successivo tour, prima che Roy McDonald (precedentemente nei Redd Kross) rilevi la posizione permanentemente nel 1994. Nel momento in cui il tour finisce, anche Vammen decide di lasciare la band, entrando infine nei The Leaving Trains.
Come trio composto da Shattuck, Barnett e McDonald, i Muffs registrano il loro secondo album, Blonder and Blonder,  e lo pubblicano tramite la filiale della Warner Reprise Records nel 1995. L'album include il singolo hit da college radio, "Sad Tomorrow". Shattuck, Barnett e McDonald costituiranno la formazione definitiva della band fino alla fine della loro carriera.
I Muffs contribuiscono con una cover della hit di Kim Wilde del 1981 "Kids In America" alla colonna sonora del film del 1995 Clueless. La loro versione della canzone è anche presente nel videogioco musicale Rock Band 2, e viene in seguito pubblicata anche nell'album compilation dei Muffs del 2000, Hamburger.
La band realizza il suo terzo album, Happy Birthday to Me, nel 1997, che risulterà essere la sua ultima pubblicazione per la Warner Bros. Passando all'etichetta indipendente Honest Don's Records, pubblicano Alert Today, Alive Tomorrow, nel 1999. Questo album include il pezzo "I Wish That I Could Be You", apparso nell'episodio di Buffy the Vampire Slayer "The Freshman". Inoltre nel 1999 la band contribuisce con la canzone "Pimmel" all'album compilation di vari gruppi Short Music for Short People per la Fat Wreck Chords.
Poco prima della fine del 1999, il gruppo entra in pausa, e non realizzerà nuovo materiale per altri cinque anni. Il loro quinto album, Really Really Happy, viene pubblicato nel 2004. Presenta un netto allontanamento dal precedente stile dei Muffs, con molte canzoni più leggere rispetto ai precedenti lavori, "più dolci" e "decisamente più allegre".
Nel 2012, i Muffs fanno la loro apparizione al "Girls Got Rhythm" festival a St. Paul, MInnesota, insieme a Ronnie Spector, The 5.6.7.8's, Nikki Corvette e L'Assassins. Shattuck attribuisce al vecchio membro della band Jim Laspesa un ruolo di tramite per la reunion di Barnett, McDonald e lei stessa.
Il primo album dei Muffs in una decade, Whoop Dee Doo, viene pubblicato dalla Burger Records nel luglio del 2014. Shattuck scrive tutte le dodici canzoni e si occupa della produzione e del mixaggio dell'intero album.
Come espresso dal suo stesso disprezzato titolo, Whoop Dee Doo è un ritorno alla forma per i Muffs. Il suo suono è "grezzo con sfumature punk", e conserva quella "grande teatralità fatta da umorismo e incisività" tipica della band. Una recensione positiva di Pitchfork nota: "Non hanno rallentato o ammorbidito il loro impatto, o perso la loro maniera di creare melodie. Anche la voce di Shattuck rimane intatta nel tempo... Difficile trovare una band più costante in tutto il pop-punk americano".
Nell'ottobre 2019 viene pubblicato l'ultimo album della band californiana, No Holiday, completato dagli altri componenti della band poco prima della morte della Shattuck.

## Discografia

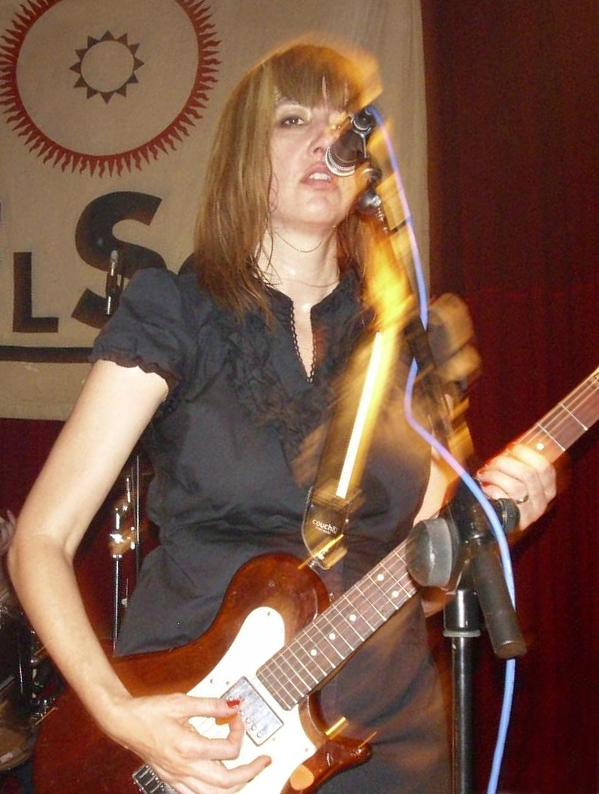
Kim Shattuck in concerto in Spagna, 2009

### Album
- The Muffs (1993) (pubblicato nuovamente con tracce bonus dalla Burger Records nel 2015)
- Blonder and Blonder (1995)
- Happy Birthday to Me (1997)
- Alert Today, Alive Tomorrow (1999)
- Really Really Happy (2004)
- Whoop Dee Doo (2014) (#32 Billboard Heatseeker Albums)[12]
- No Holiday (2019)

### Raccolte
- Hamburger (2000)
- Kaboodle (2011)

### Singoli
- "New Love" (1991)
- "Guilty" (1991)
- "I Need You" (1992)
- "Big Mouth" (1993)
- "Lucky Guy" (1993)
- "Everywhere I Go" (1993)
- "Sad Tomorrow" (1995) (#29 Canadian RPM Alternative Singles)[13]
- "I'm A Dick" (1996)
- "Outer Space" (1998)
- "Happening" (1999)
- "No Action" (2000)
- "Really Really Happy" (2004)
- "Weird Boy Next Door" (2014)

- "A Lovely Day Boo Hoo" (2019)

### Videoclip
- 1993 - Lucky Guy
- 1993 - New Love
- 1995 - Sad Tomorrow
- 1995 - Oh Nina
- 2000 - Rock & Roll Girl
- 2004 - Really Really Happy
- 2004 - Don't Pick On Me
- 2014 - Weird Boy Next Door
- 2019 - No Holiday

## Citazioni e omaggi
La punk rock band The Queers ha realizzato una cover della canzone "End It All", inserita nella ristampa del 2007 del loro album "Don't Back Down". La band inglese Silver Sun ha reinterpretato la canzone dei Muffs "I'm A Dick" per il loro EP Too Much, Too Little, Too Late. La band punk rock americana The Huntingtons ha reinterpretato la canzone "Big Mouth" nel loro album Rock 'N' Roll Habits For The New Wave. "Big Mouth" è stata reinterpretata anche dalla band punk Off With Their Heads su Art of the Underground Singles Series Volume 9 e dalla band al femminile The Linda Lindas per la colonna sonora del film "Moxie".